# Koto Salak (Danau Kerinci)
Koto Salak is een bestuurslaag in het regentschap Kerinci van de provincie Jambi, Indonesië. Koto Salak telt 878 inwoners (volkstelling 2010).